# Арригетти, Никколо
Никколо Арригетти (итал. Niccolò Arrighétti; 11 [21] ноября 1586, Флоренция — 29 мая [8 июня] 1639) — итальянский писатель, ученик и соратник Галилео Галилея.

## Биография
Никколо Арригетти родился 11 (21) ноября 1586 года в семье Франческо Арригетти и Фьямметты Джинори. В молодости был учеником Галилея, вместе со своим двоюродным братом Андреа Арригетти. Примерно в 1614 году Арригетти помог ответить на нападки Джорджио Корезио на взгляды Галилея о поведение тел в воде. Арригетти поддерживал пристальный интерес к экспериментам Галилея в области физики и математики (в частности, о течении воды в прямых и извилистых каналах). Именно Арригетти принёс Галилею известие от Бенедетто Кастелли о споре между Кастелли и Козимо Боскалья, что побудило Галилея написать «Письмо к Бенедетто Кастелли». Ряд заметок, набросков и рисунков Галилея на различные темы, включая движение, были записаны или скопированы Арригетти.